# Jacques Montéran
Jacques Montéran (* 18. März 1882 in Colombes, Département Seine; † 9. Februar 1947 in Sézanne, Département Marne) war ein französischer Kameramann und Filmpionier.
Montéran ging 1910 für Pathé nach New York City. Im Ersten Weltkrieg wurde er im Winter 1914/15 zweimal verwundet. Ab 1916 arbeitete er mit dem Regisseur Albert Capellani an mehreren Filmen mit dem Stummfilmstar Clara Kimball Young.
Sein Sohn ist der Kameramann Roger Montéran (1913–1968), seine Enkelin die Künstlerin Nicole Montéran (* 1947).

## Filmografie

### Als Kameramann
- 1914: America
- 1915: The Fairy and the Waif
- 1916: The Foolish Virgin
- 1916: The Common Law
- 1917: The Easiest Way
- 1917: The Guardian
- 1917: Shall We Forgive Her?
- 1917: The Marriage Market
- 1918: The Oldest Law
- 1918: Broken Ties
- 1918: The Way Out
- 1918: Stolen Orders
- 1918: Neighbors
- 1918: Heredity
- 1918: T’Other Dear Charmer
- 1918: Come on In
- 1918: Good-Bye, Bill
- 1919: The Test of Honor
- 1919: Oh, You Women!
- 1919: Come Out of the Kitchen
- 1919: His Bridal Night
- 1920: The Fortune Teller
- 1921: The Black Panther’s Cub
- 1921: The Money Maniac
- 1922: L’Écuyère
- 1928: L’Île d’amour
- 1928: Die Orchideen-Tänzerin (La danseuse Orchidée)
- 1928: Minuit… place Pigalle
- 1929: Das Recht des Stärkeren (La possession)
- 1930: Adieu les copains
- 1931: Lika inför lagen
- 1931: Kobieta, która sie smieje
- 1931: La Chanson du lin
- 1931: À mi-chemin du ciel
- 1931: Le Monsieur de minuit
- 1931: Miche
- 1932: Le crime du Bouif
- 1932: Brumes de Paris
- 1932: Les As du turf
- 1932: Papa sans le savoir
- 1933: Roger la Honte
- 1933: Plein aux as
- 1933: L’indésirable
- 1933: Les Ailes brisées
- 1934: Le Secret d'une nuit
- 1934: La Femme idéale
- 1934: Dernière heure
- 1934: Le secret d'une nuit
- 1935: La fille de madame Angot
- 1936: La bête aux sept manteaux
- 1936: La flame
- 1936: La Joueuse d’orgue
- 1936: La Course à la vertu
- 1937: Un coup de rouge
- 1937: La Tour de Nesle
- 1937: Enfants de Paris
- 1937: Rendez-Vous Champs-Elysées

### Als Drehbuchautor
- 1917: Rasputin, the Black Monk